# Liste von Persönlichkeiten der Stadt Tarent
Diese Liste von Persönlichkeiten der Stadt Tarent enthält neben Persönlichkeiten, die dort geboren wurden, solche, die für die Stadt von erheblicher Bedeutung waren.

## In Tarent geboren
- Nicola Fago (1677–1745), Komponist
- Mario Pasquale Costa (1858–1933), Komponist, Pianist und Tenor
- Michele Lacerenza (1922–1989), Trompeter und Filmkomponist
- Gino Marturano (* 1931), Schauspieler
- Elio Palumbo (1933–2004), Musikproduzent und Filmregisseur
- Cosimo Semeraro (1942–2021), Kirchenhistoriker
- Stefano Fantoni (* 1945), theoretischer Physiker
- Emanuele Greco (* 1945), Klassischer Archäologe
- Giancarlo De Cataldo (* 1956), Richter und Autor
- Donato Marzano (* 1956), Admiral
- Alessandro Albenga (* 1957), Organist
- Francesca Guidato (* 1957 oder 1958), Schauspielerin, Drehbuchautorin und Model
- Mariella Nava (* 1960), Sängerin und Liedermacherin
- Massimo Martella (* 1961), Filmregisseur und Drehbuchautor
- Roberto Ribaud (* 1961), Sprinter
- Cosimo Damiano Lanza (* 1962), Pianist, Cembalist und Komponist
- Roberto Garofoli (* 1966), Jurist, Beamter und parteiloser Politiker
- Gianpiero Palmieri (* 1966), katholischer Geistlicher, Bischof von Ascoli Piceno
- Michele Calella (* 1967), italienisch-deutscher Musikwissenschaftler
- Giacomo Abbruzzese (* 1983), Filmregisseur und Drehbuchautor
- Roberta Vinci (* 1983), Tennisspielerin
- Benedetta Pilato (* 2005), Schwimmerin

## Personen mit Beziehung zur Stadt
- Pyrrhus (* ca. 319/18 v. Chr., † 272 v. Chr. in Argos), Anführer (Hegemon) des Bundes von Epirus und König der Molosser
- Phalantos, Sohn des Spartaners Aratus und Führer der Parthenier
- Livius Andronicus († zwischen 207 und 200 v. Chr.), Begründer der lateinischen bzw. römischen Literatur
- Quintus Ennius (* 239 v. Chr. in Rudiae (Kalabrien) † 169 v. Chr.)
- Marcus Pacuvius († um 130 v. Chr. in Tarent)
- Cataldus (600–? in Irland) Mönch und ist als St. Cataldo Schutzpatron von Tarent
- Nikephoros II. (912–969), byzantinischer Kaiser von 963 bis 969
- Bohemund von Tarent (1051/52–1111), von 1085 bis 1111 Herzog von Tarent
- Maria d’Enghien (1367–1446), Gräfin
- Raimondo Orsini del Balzo († 17. Januar 1406), Vater von Giovanni Antonio Orsini del Balzo
- Giovanni Antonio Orsini del Balzo  (auch Giannantonio; * 1386 oder 1393; † 1463), Graf, Sohn von Raimondo Orsini del Balzo
- Pierre-Ambroise-François Choderlos de Laclos (1741–1803), verstorben in Tarent
- Jacques MacDonald (1765–1840), von Napoleon Bonaparte zum französischen Herzog von Tarent ernannt
- Joachim Murat (1767–1815), französischer Kavallerieoffizier, 1808–1815 als Gioacchino I König von Neapel
- Joseph Bonaparte (1768–1844), ältester Bruder Napoléons und wurde von diesem erst als Joseph I. (ital.: Giuseppe I) zum König von Neapel (1806–1808) und dann ebenfalls als Joseph I. (span.: José I) zum König von Spanien (1808–1813) ernannt
- Ferdinando Acton (1832–1891), Admiral, schaffte als Marineminister die Grundlagen für den Bau des Flottenstützpunktes in Tarent
- Luigi Viola (1851–1924), italienischer Archäologe, verstorben in Tarent